# Història del geomagnetisme

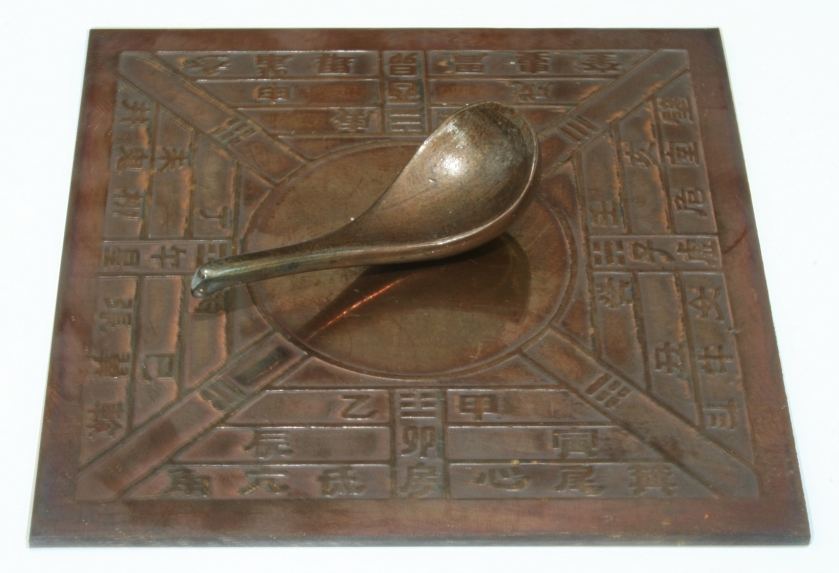
Una reconstrucció d'una brúixola xinesa antiga. Una cullera feta de pedra imant, el seu mànec apuntant cap al sud, estava muntada sobre una placa de llautó amb símbols astrològics.

La història del geomagnetisme es refereix a la història de l'estudi del camp magnètic terrestre. Engloba la història de la navegació amb brúixoles, estudis del camp magnètic prehistòric (arqueomagnetisme i paleomagnetisme) i aplicacions a la tectònica de plaques.
El magnetisme es coneix des de la prehistòria, però el coneixement del camp de la Terra es va desenvolupar lentament. La direcció horitzontal del camp terrestre es va mesurar per primera vegada al segle IV aC, però la direcció vertical no es va mesurar fins al 1544 dC i la intensitat es va mesurar per primera vegada el 1791. Al principi, es pensava que les brúixoles apuntaven cap a llocs del cel, i després cap a muntanyes magnètiques. Un enfocament experimental modern per entendre el camp de la Terra va començar amb De Magnete, un llibre publicat per William Gilbert el 1600. Els seus experiments amb un model magnètic de la Terra el van convèncer que la Terra mateixa és un gran imant.

## Primeres idees sobre el magnetisme
El coneixement de l'existència del magnetisme probablement es remunta al desenvolupament prehistòric de la fosa del ferro. El ferro es pot obtenir a la superfície de la Terra a partir de meteorits ; la pedra imant mineral és rica en magnetita, que es pot magnetitzar amb un llamp. A la seva Història natural, Plini el Vell relata una llegenda sobre un pastor Magnes de l'illa de Creta, les botes amb tacs de ferro seguien enganxades al camí. Les primeres idees sobre la naturalesa del magnetisme s'atribueixen a Tales ( c. 624 aC – c. 546 aC).
En antiguitat clàssica, poc va ser sabut sobre el caràcter de magnetisme. Cap font esmenta els dos pols d'un imant o la seva tendència per apuntar northward. Hi havia dues teories majors sobre els orígens de magnetisme. Un, proposat per Empèdocles de Acragas i dut dalt per Plató i Plutarc, va invocar un invisible effluvium seeping a través del porus de materials; Demòcrit de Abdera va reposar això effluvium per àtoms, però el mecanisme era eminentment igual. L'altra teoria va evocar el principi metafísic de simpatia entre objectes similars. Això va ser #mediar per una força de vida resoluda allò strove toward perfecció. es pot trobar aquesta teoria en les escriptures de Plini el Gran i Aristòtil, que va afirmar que Thales va atribuir una ànima a l'imant. A la Xina, una força de vida similar, o qi, va ser cregut per animar imants, així que el xinès va utilitzar compassos primerencs per a.
Algunes idees clàssiques van perdurar fins molt després dels primers experiments científics sobre magnetisme. Una creença, que es remunta a Plini, era que els fums de menjar all i ceba podrien destruir el magnetisme d'una brúixola, fent-lo inútil. Fins i tot després que William Gilbert va desmentir això el 1600, hi va haver informes de timoners de vaixells britànics assotats per menjar all. Tanmateix, aquesta creença estava lluny de ser universal. L'any 1558, Giambattista della Porta va escriure: "Quan vaig preguntar als mariners si era perquè per aquest motiu, que se'ls prohibia menjar onones i alls, van dir que eren faules de velles i coses ridícules, i que els homes de mar, perdrien les seves vides, abans d'abstenir-se de menjar cebes i alls, ".

## Mesura del camp

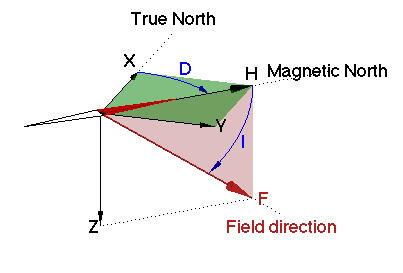
Il·lustració dels sistemes de coordenades utilitzats per representar el camp magnètic terrestre. Les coordenades X,Y,Z corresponen a nord, est i avall; D és la declinació i I és la inclinació.

En un lloc donat, una representació completa del camp magnètic terrestre requereix un vector amb tres coordenades (vegeu la figura). Aquestes poden ser cartesianes (nord, est i avall) o esfèriques ( declinació, inclinació i intensitat). En aquest últim sistema, la declinació (la desviació del nord veritable, un angle horitzontal) s'ha de mesurar primer per establir la direcció del nord magnètic; llavors la caiguda (un angle vertical) es pot mesurar en relació al nord magnètic. A la Xina, la direcció horitzontal es va mesurar ja al segle IV aC, i l'existència de la declinació es va reconèixer per primera vegada el 1088. A Europa, això no va ser àmpliament acceptat fins a mitjans del segle XV dC. La inclinació (també coneguda com a caiguda magnètica ) es va mesurar per primera vegada l'any 1544 dC. La intensitat no es va mesurar fins al 1791, després dels avenços en la comprensió de l'electromagnetisme

### Declinació

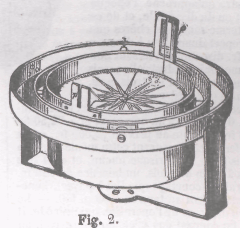
Una brúixola azimut té viseres d'alçada desigual, que permeten albirar objectes per sobre de l'horitzó.

La brúixola magnètica existia a la Xina fins al segle IV aC. S'utilitzava tant per al feng shui com per a la navegació per terra. No va ser fins que es van poder forjar bones agulles d'acer que es van utilitzar les brúixoles per a la navegació al mar; abans d'això, no podien retenir el seu magnetisme durant molt de temps. L'existència de la declinació magnètica, la diferència entre el nord magnètic i el nord veritable, va ser reconeguda per primera vegada per Shen Kuo l'any 1088.
La primera menció d'una brúixola a Europa va ser l'any 1190 dC per Alexander Neckam . El va descriure com una ajuda a la navegació comuna per als mariners, de manera que la brúixola devia ser introduïda a Europa un temps abans. No és clar si el coneixement va venir de la Xina a Europa o es va inventar per separat. Si es transmetia el coneixement, l'intermediari més probable eren els comerciants àrabs, però la literatura àrab no esmenta la brúixola fins després de Neckam. També hi ha una diferència de convenció: les brúixoles xineses apunten al sud mentre que les europees apunten al nord.
L'any 1269, Pierre de Maricourt (conegut normalment com a Petrus Peregrinus ) va escriure una carta a un amic en la qual descrivia dos tipus de brúixola, una en la qual una pedra imant ovalada flotava en un bol d'aigua, i la primera brúixola seca amb l'agulla. muntada sobre un pivot. També va ser el primer a escriure sobre experiments amb magnetisme i descriure les lleis de l'atracció. Un exemple és l'experiment en què un imant es trenca en dues peces i les dues peces es poden atraure i repel·lir mútuament (en termes moderns, tots dos tenen pols nord i sud). Aquesta carta, anomenada generalment Epistola de Magnete, va ser una fita en la història de la ciència.
Petrus Peregrinus va suposar que les brúixoles apuntaven cap al nord veritable. Mentre que el seu contemporani Roger Bacon té fama d'observar que les brúixoles es desviaven del nord veritable, la idea de la declinació magnètica només es va acceptar gradualment. Al principi es va pensar que la declinació devia ser fruit d'un error sistemàtic. Tanmateix, a mitjans del segle xv, els rellotges de sol a Alemanya estaven orientats mitjançant correccions per a la declinació.

### Inclinació
Una brúixola ha d'estar equilibrada per a contrarestar la tendència de l'agulla a submergir-se en la direcció del camp terrestre. En cas contrari, no girarà lliurement. Sovint, les brúixoles que estan equilibrades per a una latitud no funcionen tan bé a una latitud diferent. Aquest problema va ser informat per primera vegada per Georg Hartmann, un vicari a Nuremberg, el 1544. El mariner anglès Robert Norman va ser el primer a reconèixer que això passa perquè el propi camp de la Terra està inclinat des de la vertical. En el seu llibre The Newe Attractive, Norman va anomenar la inclinació "una nova propietat secreta i subtil descoberta sobre la declinació de l'agulla". Va crear una brúixola en la qual l'agulla es flotava en un got d'aigua, enganxada a un tap de suro per fer-la neutrament flotant. L'agulla podia orientar-se en qualsevol direcció, de manera que es va submergir per alinear-se amb el camp de la Terra. Norman també va crear un cercle d'inclinació, una agulla de la brúixola girada al voltant d'un eix horitzontal, per mesurar l'efecte.

## Primeres idees sobre l'origen

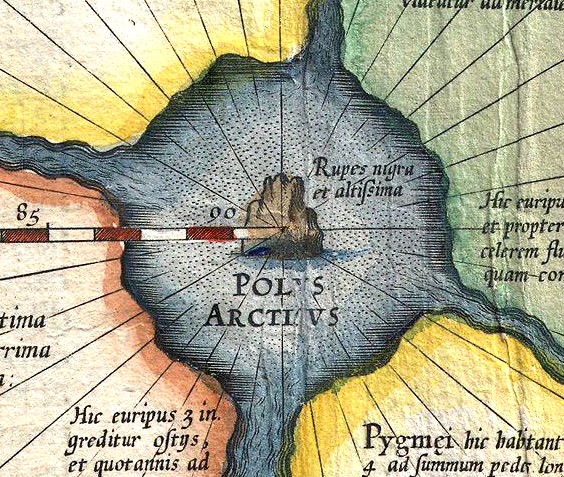
Detall d'un mapa de Gerardus Mercator que mostra la mítica "roca negra molt alta" al pol nord

En els primers intents d'entendre el camp magnètic de la Terra, mesurar-lo només era una part del repte. Entendre les mesures també va ser difícil perquè els conceptes matemàtics i físics encara no s'havien desenvolupat – en particular, el concepte d'un camp vectorial que associa un vector amb cada punt de l'espai. El camp de la Terra es representa generalment per línies de camp que van de pol a pol; el camp en qualsevol punt és paral·lel a una línia de camp però no ha d'apuntar cap a cap dels pols. Tanmateix, fins al segle XVIII, un filòsof natural creuria que un imant havia d'estar apuntant directament a alguna cosa. Així, el camp magnètic de la Terra s'havia d'explicar per fonts localitzades i, a mesura que es va aprendre més sobre el camp de la Terra, aquestes fonts es van fer cada cop més complexes.
Al principi, tant a la Xina com a Europa, es va suposar que la font es trobava al cel – ja sigui els pols celestes o l'estrella polar. Aquestes teories requerien que els imants apuntessin al nord veritable (o molt a prop), de manera que es van trobar amb dificultats quan es va acceptar l'existència de la declinació. Aleshores els filòsofs naturals van començar a proposar fonts terrenals com una roca o una muntanya.
Les llegendes sobre les muntanyes magnètiques es remunten a l'època clàssica. Ptolemeu va narrar una llegenda sobre illes magnètiques (ara es creu que es troben a prop de Borneo) que exercien una atracció tan forta sobre els vaixells amb claus que els vaixells es mantenien al seu lloc i no es podien moure. Encara més dramàtica va ser la llegenda àrab (explicada a Les mil i una nits ) que una muntanya magnètica podria treure tots els claus d'un vaixell, fent que el vaixell es desfés i s'enfonsés. La història va passar a Europa i va passar a formar part de diversos contes èpics.
Els europeus van començar a situar muntanyes magnètiques als seus mapes al segle XVI. Un exemple notable és Gerardus Mercator, els famosos mapes del qual incloïen una o dues muntanyes magnètiques prop del pol nord. Al principi, només va col·locar una muntanya en un lloc arbitrari; però més tard va intentar mesurar-ne la ubicació a partir de les declinacions de diferents llocs d'Europa. Quan les mesures posteriors van donar lloc a dues estimacions contradictòries de la muntanya, simplement va col·locar dues muntanyes al mapa.

## Els inicis de la ciència moderna

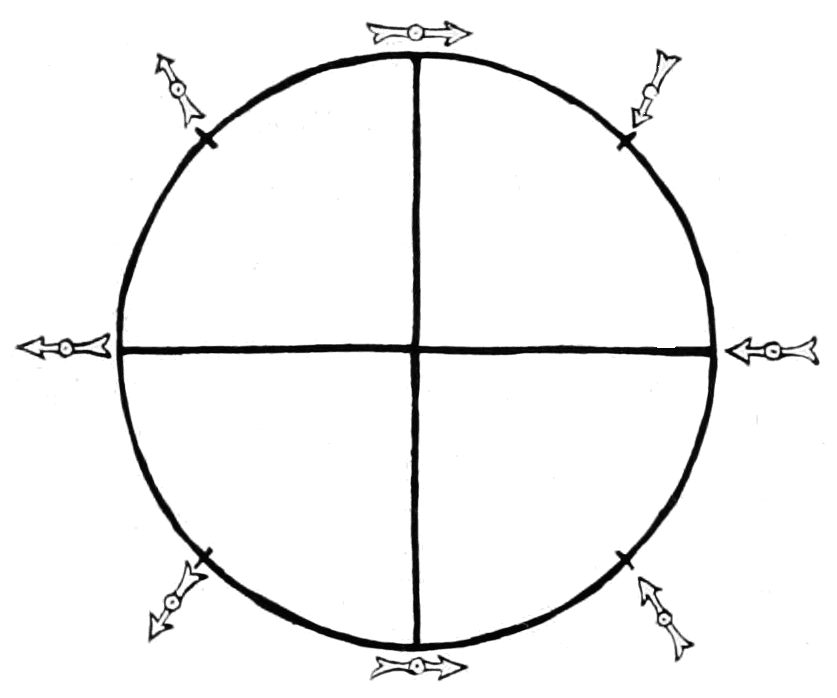
Una il·lustració de les direccions de la brúixola a diverses latituds de la Terra del De Magnete de William Gilbert. El nord és a la dreta.

### Guillem Gilbert
| «                             | Magnus magnes ipse est globus terrestris. (The Earth itself is a great magnet.) | » |
| — William Gilbert, De Magnete |                                                                                 |   |

El 1600 va ser un any notable per a William Gilbert. Va esdevenir president del Royal College of Physicians de Londres, va ser nomenat metge personal de la reina Isabel I i va escriure De Magnete, un dels llibres que marquen l'inici de la ciència moderna. De Magnete és més famós per introduir (o almenys popularitzar) un enfocament experimental de la ciència i deduir que la Terra és un gran imant.
El llibre de Gilbert està dividit en sis capítols. La primera és una introducció en la qual parla de la importància de l'experiment i de diversos fets sobre la Terra, inclosa la insignificança de la topografia superficial en comparació amb el radi de la Terra. També anuncia la seva deducció que la Terra és un gran imant. Al llibre 2, Gilbert tracta sobre el "coit", o les lleis de l'atracció. Gilbert distingeix entre el magnetisme i l'electricitat estàtica (aquesta última és induïda pel fregament de l'ambre) i informa de molts experiments amb tots dos (alguns es remunten a Peregrinus). Una consisteix a trencar un imant en dos i demostrar que ambdues parts tenen un pol nord i un pol sud. També rebutja la idea del moviment perpetu. El tercer llibre té una descripció general de les direccions magnètiques juntament amb detalls sobre com magnetitzar una agulla. També presenta la seva terella, o "terra petita". Aquesta és una esfera magnetitzada que utilitza per modelar les propietats magnètiques de la Terra. En els capítols 4 i 5 aprofundeix en els dos components de la direcció, la declinació i la inclinació.

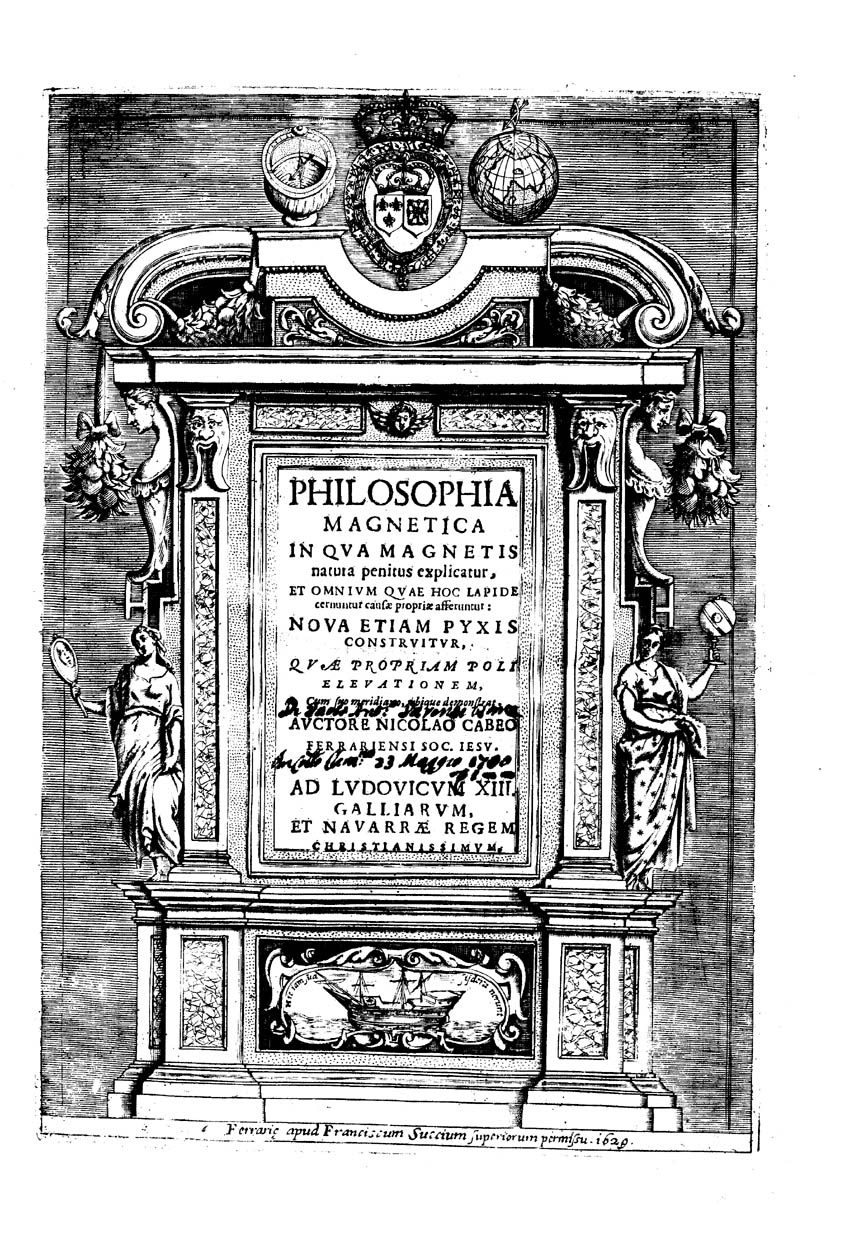
Niccolò Cabeo, Philosophia magnetica, 1629

A finals de la dècada de 1590 Henry Briggs, professor de geometria al Gresham College de Londres, havia publicat una taula d'inclinació magnètica amb latitud per a la terra. Concordava bé amb les inclinacions que Gilbert mesurava al voltant de la circumferència de la seva terrella . Gilbert va deduir que el camp magnètic terrestre és equivalent al d'una esfera magnetitzada uniformement, magnetitzada paral·lelament a l'eix de rotació (en termes moderns, un dipol axial geocèntric ). Tanmateix, era conscient que les declinacions no eren coherents amb aquest model. A partir de les declinacions que es coneixien a l'època, va proposar que els continents, a causa de la seva topografia elevada, formaven centres d'atracció que feien desviar les agulles de la brúixola. Fins i tot va demostrar aquest efecte extregant una mica de topografia a la seva terella i mesurant l'efecte sobre les declinacions. Un monjo jesuïta, Niccolò Cabeo, va agafar més tard un full del llibre de Gilbert i va demostrar que, si la topografia era a l'escala correcta per a la Terra, les diferències entre les altes i les baixes només serien aproximadament una dècima de mil·límetre. Per tant, els continents no podrien afectar notablement la declinació.
El sisè llibre de Magnete estava dedicat a la cosmologia. Va rebutjar el model ptolemaic imperant de l'univers, en què els planetes i les estrelles s'organitzen en una sèrie de petxines concèntriques que giren al voltant de la Terra, argumentant que les velocitats implicades serien absurdament grans ("no hi pot haver moviment diürn de l'infinit" ). En canvi, la Terra girava al voltant del seu propi eix. En lloc de les petxines concèntriques, va proposar que els cossos celestes interactuessin entre ells i amb la Terra mitjançant forces magnètiques. El magnetisme va mantenir la posició de la Terra i la va fer girar, mentre que l'atracció magnètica de la Lluna va impulsar les marees. Alguns raonaments obscurs van portar a la peculiar conclusió que una terella, si es suspengués lliurement, s'orientaria en la mateixa direcció que la Terra i giraria diàriament. Tant Kepler com Galileu adoptarien la idea de Gilbert de l'atracció magnètica entre els cossos celestes, però la llei de la gravitació universal de Newton la faria obsoleta.

### Guillaume le Nautonier

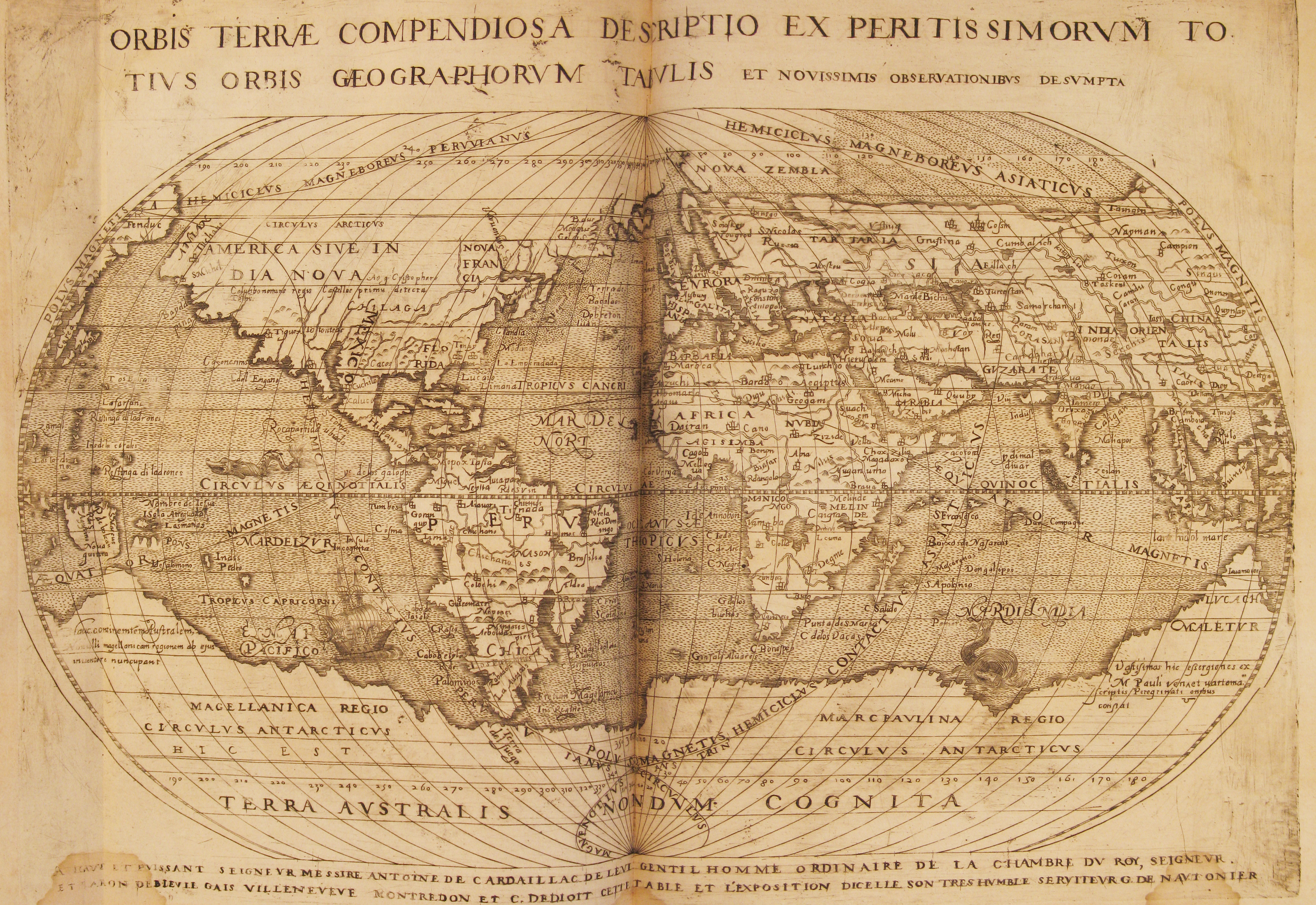
Primera trama de l'equador geomagnètic de Guillaume le Nautonier, publicada a La mecographie de l'Eymant

Cap al 1603, el francès Guillaume le Nautonier (Guillermo el Navegador), Sieur de Castelfranc, va publicar una teoria rival del camp de la Terra al seu llibre Mecometrie de l'eymant (Mesura de la longitud amb un imant) . Le Nautonier va ser un matemàtic, astrònom i geògraf reial a la cort d'Enric IV. No estava d'acord amb la suposició de Gilbert que la Terra s'havia de magnetitzar paral·lelament a l'eix de rotació i, en canvi, va produir un model en què el moment magnètic s'inclinava 22.5 ° – en efecte, el primer model de dipol inclinat. Les últimes 196 pàgines del seu llibre van ser ocupades amb taules de latituds i longituds amb declinació i inclinació per a l'ús dels navegants. Si el seu model hagués estat precís, podria haver estat utilitzat per determinar tant la latitud com la longitud mitjançant una combinació de declinació magnètica i observacions astronòmiques.
Le Nautonier va intentar vendre el seu model a Henri IV, i el seu fill al líder anglès Oliver Cromwell, tots dos sense èxit. Va ser molt criticat, i Didier Dounot va concloure que el treball es basava en "hipòtesis infundades, errors de càlcul i manipulació de dades". No obstant això, el geofísic Jean-Paul Poirier va examinar les obres tant de Le Nautonier com de Dounot, i va trobar que l'error estava en el raonament de Dounot.

### Variació temporal

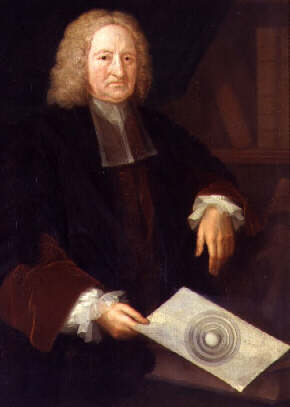
Retrat d'Edmond Halley sostenint una imatge de la seva teoria de les esferes concèntriques.

Una de les conclusions de Gilbert va ser que el camp de la Terra no podia variar en el temps. Aviat es va demostrar que això era fals mitjançant una sèrie de mesures a Londres. El 1580, William Borough va mesurar la declinació i va trobar que era 11  ° NE. El 1622, Edmund Gunter va trobar que estava a 5° 56' NE. Va assenyalar la diferència amb el resultat de Borough, però va concloure que Borough devia haver comès un error de mesura. El 1633, Henry Gellibrand va mesurar la declinació al mateix lloc i va trobar que estava a 4° 05' NE. A causa de la cura amb què Gunther havia fet les seves mesures, Gellibrand confiava que els canvis eren reals. El 1635 va publicar A Discourse Mathematical on the Variation of the Magneticall Needle afirmant que la declinació havia canviat en més de 7° en 54 anys. La realitat de la variació secular geomagnètica es va acceptar ràpidament a Anglaterra, on Gellibrand tenia una gran reputació, però en altres països va ser rebut amb escepticisme fins que es va confirmar amb més mesures.
Les observacions de Gellibrand van inspirar amplis estudis per poder determinar la naturalesa de la variació: global o local, predictible o erràtica. També va inspirar nous models per a l'origen del camp. Henry Bond Senior va guanyar notorietat en predir amb èxit el 1639 que la declinació seria zero a Londres el 1657. El seu model, que implicava un dipol precessor, va ser fortament criticat per una comissió reial, però va continuar publicant-se en manuals d'instruccions de navegació durant dècades. Peter Perkins (1680) i Edmond Halley (1683, 1692), entre d'altres, van proposar també models dinàmics que implicaven múltiples pols. En el model de Halley, la Terra constava d'esferes concèntriques. Dos pols magnètics estaven en una esfera exterior fixa i dos més estaven en una esfera interior que girava cap a l'oest, donant lloc a una "deriva cap a l'oest". Halley estava tan orgullós d'aquesta teoria que un retrat d'ell als vuitanta anys n'incloïa un diagrama (a dalt a la dreta).

## Navegació magnètica

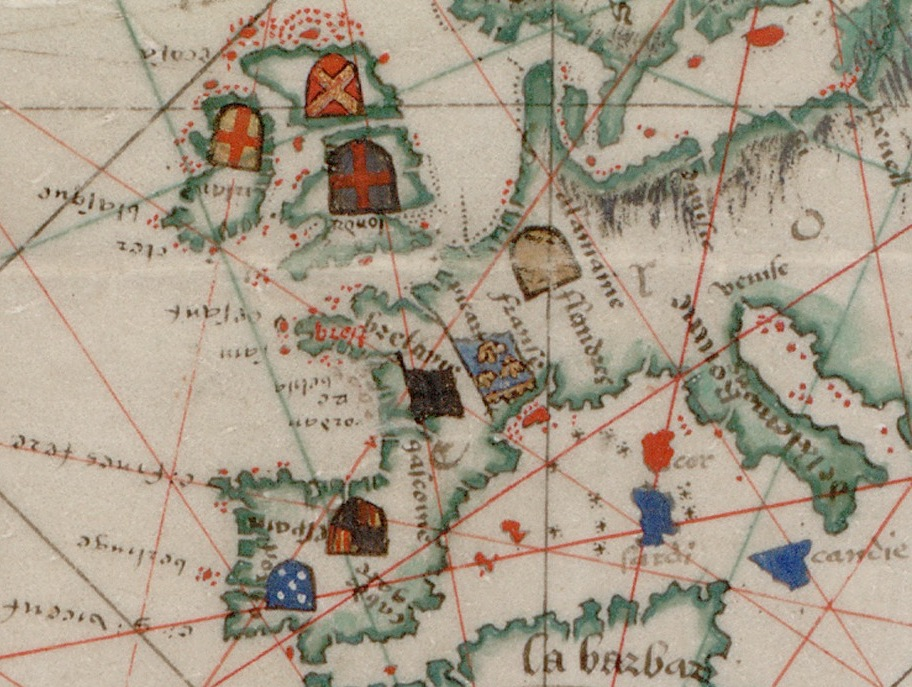
Detall d'un mapa del món publicat per Guillaume Brouscon l'any 1543, que mostra les línies loxodromiques per a la navegació

Els primers navegants utilitzaven cartes portolanes per a la navegació. Aquests gràfics mostraven una línia de costa amb xarxes de rumbs que connectaven els ports. Un mariner podria navegar alineant la carta amb una brúixola i seguint l'encapçalament de la brúixola. Les primeres cartes havien distorsionat les costes perquè els cartògrafs no sabien de la declinació, però les cartes encara funcionaven perquè els mariners navegaven en línia recta.
Mentre que els vaixells navegaven principalment per mars de la mida de la Mediterrània, les xarxes de rumbs eren suficients per a la navegació. Tanmateix, quan es van aventurar als oceans Atlàntic i Pacífic, ja no n'hi havia prou amb traçar un rumb en línia recta d'una destinació a una altra. Els mariners havien de determinar la seva latitud i longitud.
A l'època de la vela, que data del segle XVI a mitjans del XIX, el comerç internacional estava dominat pels vaixells de vela. Més d'un govern europeu va oferir un generós premi a la primera persona que pogués determinar amb precisió la longitud. El premi britànic, el premi de longitud, va portar al desenvolupament del cronòmetre marí per John Harrison, un rellotger de Yorkshire.